# Czarna Ręka (Serbia)
Czarna Ręka (serb. Црна рука / Crna Ruka) – serbska organizacja konspiracyjna założona w sierpniu 1901 w Belgradzie przez grupę serbskich nacjonalistów, w tym oficerów serbskiej armii. 22 maja 1911 ci sami oficerowie założyli organizację „Zjednoczenie albo Śmierć” (Ujedinjenje ili Smrt), choć zwyczajowo używano starej nazwy „Czarna Ręka”. Najgłośniejszą akcją organizacji był zamach na arcyksięcia Franciszka Ferdynanda, który doprowadził do wybuchu I wojny światowej.
Organizacją kierował płk Dragutin Dimitrijević ps. „Apis”, szef serbskiego wywiadu wojskowego. W jej skład wchodzili: Ilija Radivojević, Bogdan Radenković, Čedomiľ A. Popović, Velimir S. Vemić, Vojislav Tankosić, Ilija M. Jovanović, Milan Vasić i Milan G. Milovanović. Jej programem było wyzwolenie Serbów spoza Serbii (czyli z Austro-Węgier i Imperium Osmańskiego) i zjednoczenie wszystkich ziem serbskich w ramach Królestwa Serbów. Program ten zawierał się w jej oficjalnej nazwie z 1911 roku – „Zjednoczenie albo śmierć”. „Czarna Ręka”, z centralą w Belgradzie, zajmowała się propagandą oraz organizowała walkę przeciw Austro-Węgrom na terenie Bośni. W jej szeregach w 1914 było ok. 2500 osób, głównie młodych oficerów, ale także i cywili.
W nocy z 28 na 29 maja 1903 grupa oficerów należących do organizacji dokonała ataku na Stary Pałac w Belgradzie, gdzie zamordowali króla Aleksandra I i jego żonę Dragę za rzekomą uległość wobec Austro-Węgier. W 1911 podjęto nieudaną próbę zamordowania cesarza Franciszka Józefa, a potem austriackiego gubernatora Bośni gen. Oskara Potiorka.
28 czerwca 1914 „Czarna Ręka” przeprowadziła udany zamach na następcę tronu austriackiego Franciszka Ferdynanda. Wykonawcami byli zamachowcy z organizacji Młoda Bośnia, a bezpośrednio Gawriło Princip. Zamach ten wywołał kryzys dyplomatyczny, który doprowadził do wybuchu pierwszej wojny światowej.
Książę Aleksander, głównodowodzący armii serbskiej, widząc rosnące wpływy organizacji, postawił przywódców Czarnej Ręki przed sądem za próbę dokonania przewrotu. 23 maja 1917 sąd uznał Dimitrijevicia za winnego zdrady i skazał na śmierć. Wyrok wykonano 27 czerwca 1917 w Salonikach.